# Diastylis echinata
Diastylis echinata är en kräftdjursart som beskrevs av Charles Spence Bate 1865. Diastylis echinata ingår i släktet Diastylis och familjen Diastylidae. Arten är reproducerande i Sverige. Inga underarter finns listade i Catalogue of Life.

## Bildgalleri

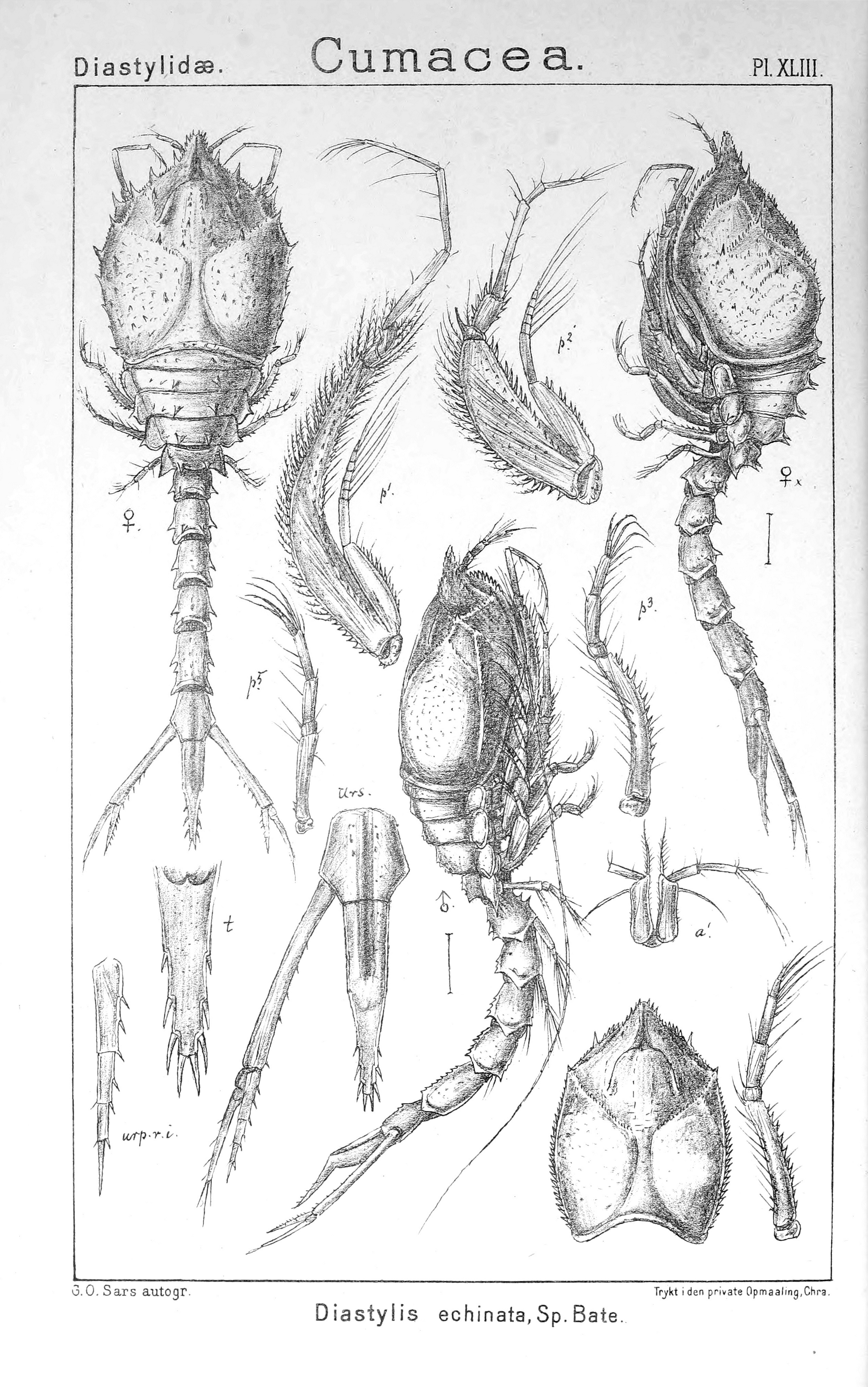